# 2068
2068 — 2068 рік нашої ери, 68 рік 3 тисячоліття, 68 рік XXI століття, 8 рік 7-го десятиліття XXI століття, 9 рік 2060-х років.

## Очікувані події
- Очікується, що опісля 100 років після закладення буде розкрита капсула часу в пам'ятнику «Helium Centennial Time Columns Monument».
- При відсутності змін до закону про авторське право США, герої коміксів видавництва DC Comics — Супермен і Бетмен стануть суспільним надбанням.
- За розрахунками вчених, астероїд Апофіс може проходити на небезпечно близькій відстані від Землі[1].

## Вигадані події
- Події в ляльковому мультсеріалі Капітан Скарлет і містерони відбуваються в 2068.
- Події в мультсеріалі Новий Капітан Скарлет відбуваються в 2068.
- Війна на Титані в серіалі Cowboy Bebop відбулася в 2068.
- Події в романі «Печера лотосів» Джона Крістофера відбуваються в 2068.